# Big Apple (Achterbahn)
Big Apple (dt. Großer Apfel) oder Wacky Worm (dt. Verrückter Wurm) ist ein weit verbreiteter Stahlachterbahntyp, sowohl transportabel auf Volksfesten als auch stationär in Vergnügungsparks. Die Bahnen werden von diversen Herstellern produziert, es handelt sich um den am häufigsten gebauten Achterbahntyp weltweit. Ursprünglich wurde die Bahn vom italienischen Hersteller Pinfari entworfen, dann von vielen anderen Herstellern kopiert. Die genaue Anzahl der Auslieferungen, teilweise auch der Hersteller, ist nicht nachvollziehbar. Allein die Roller Coaster DataBase – eine Internetdatenbank, die versucht alle stationären Achterbahnen zu erfassen – listet mehr als 900 Anlagen auf. Bekannte Hersteller sind – neben Pinfari und dem Nachfolgeunternehmen Interpark – DAL Amusement Rides Company, Güven Amusement Rides Factory, Jinma Rides und SBF Visa Group.

## Daten
Die Bahnen sind als Kinder- oder Familienachterbahnen zu kategorisieren, die Grundfläche ist mit 28 × 13 Metern kompakt und die Bahn somit leicht zu transportieren. Namensgebend und charakteristisch für viele Ausführungen ist ein vom Zug durchfahrener, großer Kunststoffapfel an der von der Station gesehen hinteren, rechten Seite der Bahnen. Der Zug selbst ist meist als Raupe beziehungsweise „Wurm“ gestaltet. Es gibt diverse andere Gestaltungen von Bahn und Zug wie zum Beispiel Minenbahn, Speedy Gonzales oder Erdbeere, manche Bahnen sind auch bis auf den Zug vollständig unthematisiert.
Die Anlagen haben aufgrund der kurzen Strecke von etwa 132 Metern nur einen Zug mit sechs Wagen für jeweils vier Personen in zwei Reihen. Eine Ausnahme bilden wenige Bahnen wie Kålormen (dt. Raupe) im Tivoli Karolinelund oder der Big Apple im Astroland auf Coney Island. Zur Steigerung der Kapazität wurde bei diesen Bahnen eine Drehscheibe installiert, auf der ein zweiter Zug beladen werden konnte während der andere auf der Strecke fuhr. Die Züge dieser Bahnen haben nur 4 Wagen.
Anders als bei anderen modernen Stahlachterbahnen kommen beim Fahrwerk keine von der Seite und unten an die Scheine greifenden Räder zum Einsatz. Die Räder der Wagen sind konkav, wodurch der seitliche Halt gewährleistet ist. Gegen das Herausspringen nach oben sichern den Zug unterhalb der Schienen angebrachte kunststoffbeschichtete Metallbolzen oder -krallen.
Der Streckenverlauf beschreibt eine Acht. Nach der Station durchfährt der Zug eine 180°-Rechtskurve zum Ketten- oder Reibradlift. An den Lift schließt sich eine weitere Rechtskurve an, die zu einer diagonal durch die Anlage verlaufenden Gerade mit kleinen Huckeln führt. Es folgt eine Linkskurve über der ersten Kurve, auf die eine kleine Abfahrt abermals diagonal die Anlage durchkreuzend folgt. Nach der letzten Rechtskurve erreicht der Zug wieder die Station.
Von vielen Betreibern wird aufgrund der Kürze der Fahrt die Strecke mehrfach durchfahren.

## Varianten
Ein sehr ähnliches auch häufig gebautes Achterbahnmodell ist der Super Dragon (dt. Super Drache) von Pinfari. Ein Vertreter war Beastie (vormals Dragon) in Alton Towers die als Drache mit angedeuteter Burg gestaltet war. Anders als beim Big Apple verläuft der Lift hier diagonal durch die Anlage, daran schließt sich nach der folgenden Kurve eine ebenfalls diagonal verlaufende Abfahrt an. Eine zweite Abfahrt findet sich auf der Gegengerade zur Station. Die Strecke ist mit 145 Metern etwas länger und die Bahn nimmt mit 32 × 13 Metern mehr Platz ein als ein Big Apple.
Ebenfalls auf der gleichen Technik basiert das Pinfarimodell Circus Clown. Diese Kinderachterbahn besteht nur aus einem 50 Meter langen Oval mit einem zwei Meter hohen Reibradlift und hat einen Zug mit vier Wagen.

## Bilder

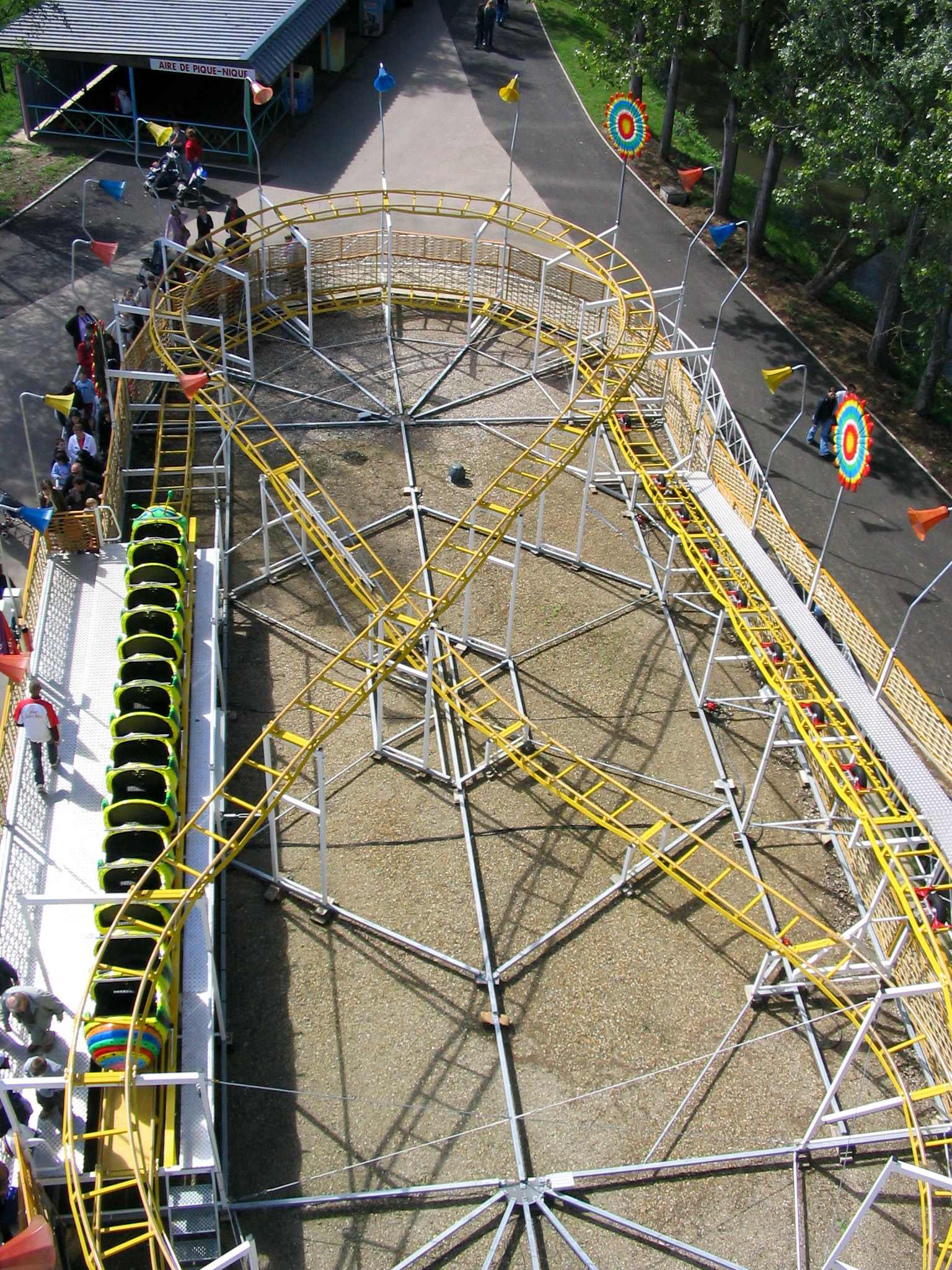
Family Coaster im Parc Saint-Paul, Frankreich mit Reibradlift von Pouzet
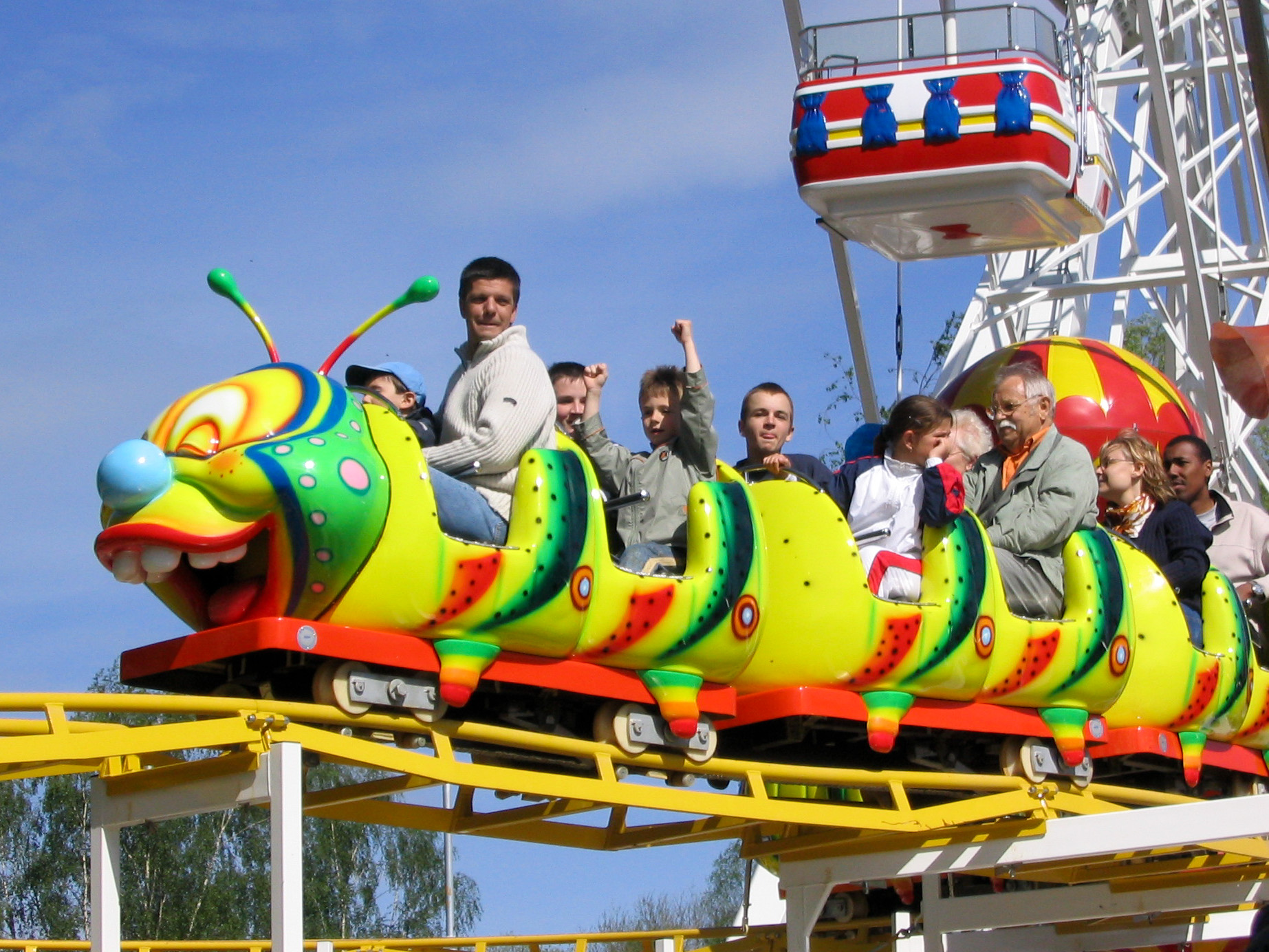
Als „Wurm“ gestalteter Zug des Family Coaster
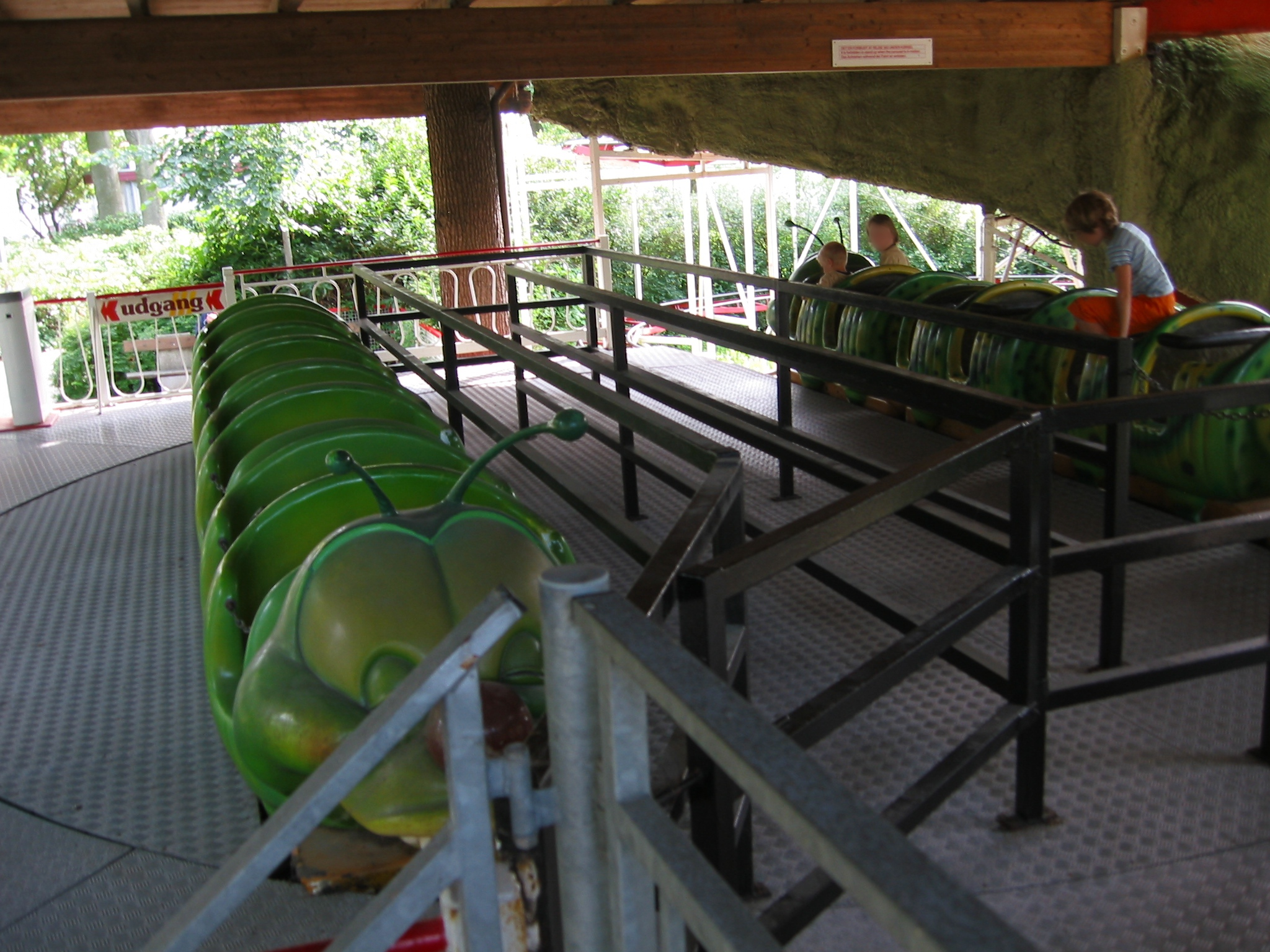
Drehscheibe mit Zügen von Kålormen im Tivoli Karolinelund
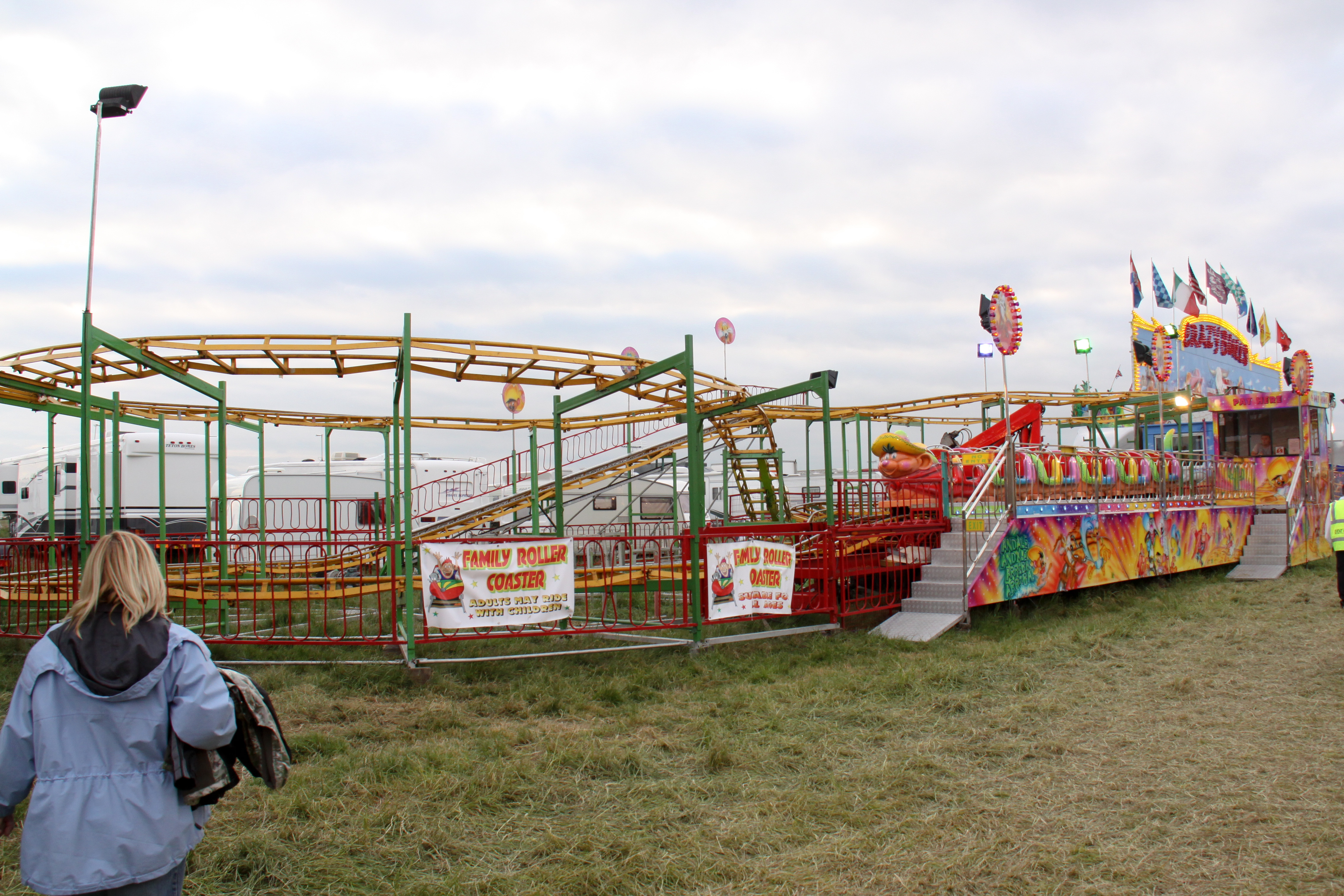
Transportabler Big Apple mit Zug in „Speedy Gonzales“-Gestaltung
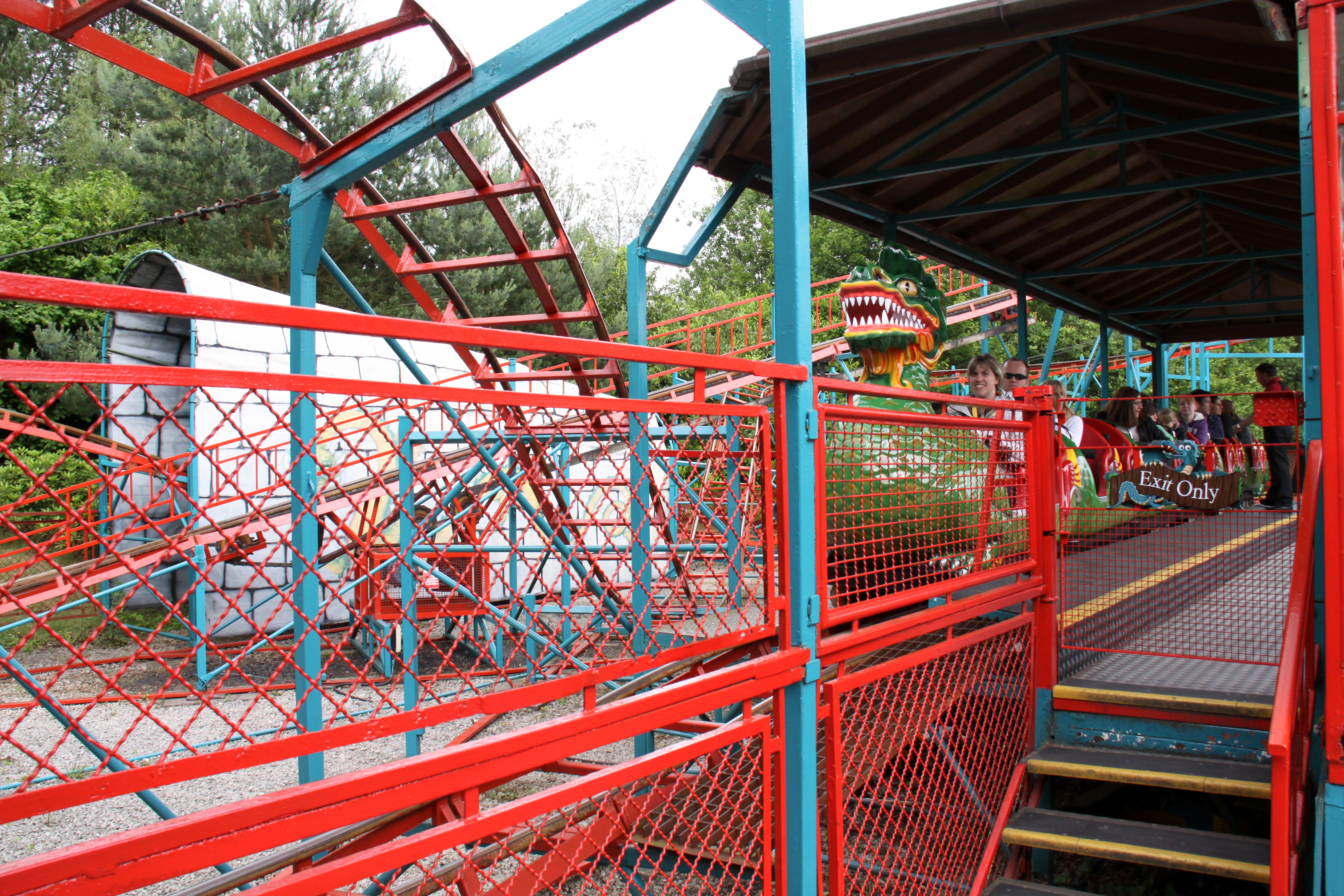
Super Dragon Beastie in Alton Towers
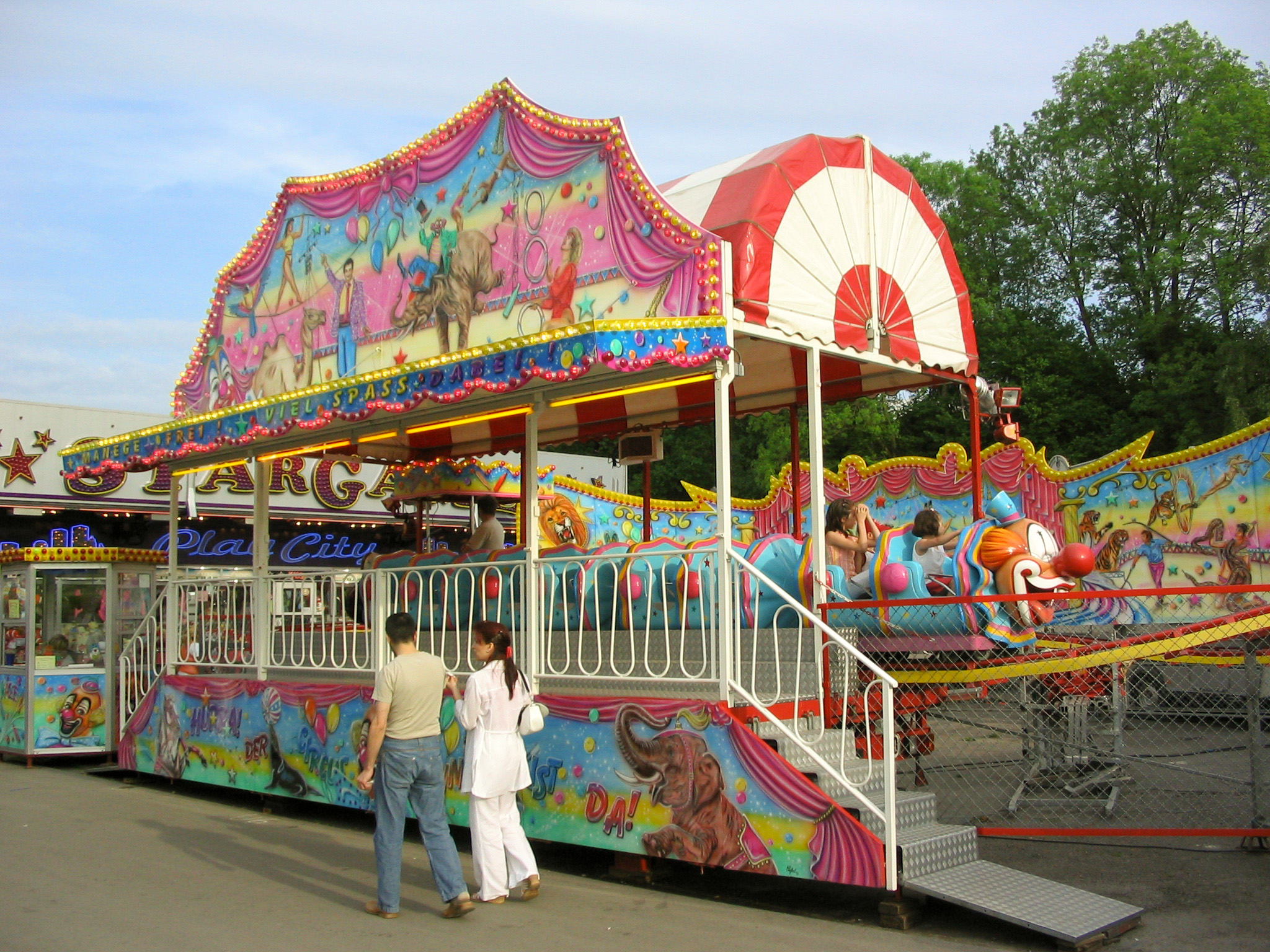
Circus Clown auf der Kirmes in Lüdenscheid (2005)